# Шар-Булук (балка, приток Улан-Зухи)
Шар-Булук (калм. Шар Булг, также балка Нугры) — балка и пересыхающий водоток (река) в Приютненском районе Калмыкии, правый приток балки Улан-Зуха.
В верхнем и среднем течении известна как балка Нугры. Балка Нугры приурочена к южной покатости Ергенинской возвышенности. На правом берегу водотока расположен посёлок Первомайский. От истока река течет с северо-запада на юго-восток в направлении автодороги Элиста — Арзгир, затем, не пересекая указанной автодороги, изменяет свое направление, поворачивая на запад и северо-запад, в нижнем течении водоток вновь изменяет направление течения, поворачивая на юг. Сток воды частично регулируется земляными плотинами.

## Этимология
Название реки имеет монгольское (калмыцкое) происхождение. Слово калм. шар является прилагательным с основными значениями «желтый, рыжий, русый». Существительное калм. булг переводиться с калмыцкого языка как «ключ, источник, родник». Название верхнего и среднего течения (балка Нугры), вероятно является искажением от калм. нуһрха — кривой, изогнутый, искривлённый, что отражает орографические особенности балки.

## Данные водного реестра
По данным государственного водного реестра России относится к Донскому бассейновому округу, водохозяйственный участок реки — Маныч от истока до Пролетарского гидроузла, без рек Калаус и Егорлык, речной подбассейн реки — бассейн притоков Дона ниже впадения Северского Донца. Речной бассейн реки — Дон (российская часть бассейна). Данные о длине водотока и водосборной площади отсутствуют.
Код объекта в государственном водном реестре — 05010500712507000016310.